# Herce
Herce es un municipio de La Rioja en España de 17,8 km² de extensión y 384 habitantes según el censo de  2009. Pertenece a la comarca de la Rioja Baja, subcomarca de Arnedo. Ostenta el título de  "Excelentísima Villa".

## Situación y descripción
Herce se sitúa en la comarca de Rioja Baja, subcomarca de Arnedo en el valle del río Cidacos, en su curso medio, en el extremo occidental de la Hoya de Arnedo y está rodeado por la Peña del Moro y la de El Salvador, el barranco La Yasa, que desemboca en el Cidacos, atraviesa la villa. En los terrenos en los que está asentada la villa hay cortados de arcilla y aglomerados, en estos cortados se abren multitud de cuevas que son antiguos palomares conocidos con el nombre de "farmacias de los moros" donde anidan cantidad de aves como cuervos o abejarucos.
Se halla a 54 km de Logroño y a 6 km de Arnedo, con el que linda al este, mientras que al oeste lo hace con la que antiguamente fue una aldea suya, Santa Eulalia Bajera (la Somera ya pertenece a Arnedillo).
Está a 593 m de altitud y tiene una superficie de 17,8km². 
Su economía está basada en la agricultura (frutales, almendro y olivo) y muchos de sus vecinos trabajan en la industria de Arnedo o Calahorra.

## Etimología
Su nombre procede el euskera "hertsi / ertzi" que significa estrecho o angosto. El topónimo deriva de la  localización del municipio, pues está  incrustado en un barranco rodeado de cortados rocosos por un lado, y el lecho del Cidacos por el otro, quedando el pueblo incrustado entre estas barreras. En la documentación antigua aparece como Erce 1152, Herz 1152, Erze 1162, Erz 1201 y 1202, Erçi 1455, y Herçe 1455.

## Historia
Dentro del territorio municipal hay restos arqueológicos que pueden ser identificados con la antigua población romana de  Illurcis.  El 9 de abril de 1173 el rey Alfonso VIII donó la villa a Diego Jiménez, señor de los Cameros— a quien en 1171 le encomendó la tenencia de Calahorra y en 1177 el gobierno de Arnedo— y a su esposa Guiomar Rodríguez de Traba.  A partir de esa fecha, la villa fue integrada en el señorío de los Cameros. Existe documentación datada en el año 1200 que aluden al castillo de Herce cuyo alcaide era Miguel Jubera.
Alfonso López de Haro, tenente de Calahorra y Nájera —hijo del señor de Vizcaya Lope Díaz II de Haro y de su esposa Urraca Alfonso de León — y su primera mujer, María Álvarez de los Cameros, fundaron el Monasterio de Santa María de Herce, también conocido como el convento de las Bernardas. El monasterio, según las disposiciones de los fundadores, fue adscrito a la Orden del Císter y afiliado al monasterio de Santa María la Real de Iranzu. El 25 de noviembre de 1246,  ambos donaron para la fundación del monasterio las villas de Herce, Murillo de Calahorra, La Santa, Torremuña así como sus siervos, una parte de Hornillos de Cameros y otros bienes. En 1251, el fundador y su segunda esposa, Sancha Gil, donaron al monasterio la villa de Velilla de Ocón.   Desde entonces Herce pasó a ser un lugar de abadengo, nombrando la abadesa alcalde ordinario.
El convento fue abandonado a raíz de la Desamortización de Mendizábal a pesar de la solicitud de los vecinos que escribieron al gobernador civil de Logroño en 1868 «para que no lo suprimiera y les concediese su conservación como una especial gracia» debido a la labor de las religiosas que se dedicaban a la enseñanza gratuita de las niñas.
En las primeras horas de la mañana del 25 de septiembre de 1963 se derrumbó la torre de la iglesia de San Esteban de 50 metros de altura, había sido reconstruida en 1894. Su caída dio lugar a la destrucción de parte de la bóveda de la sacristía y dos de las capillas laterales, desapareciendo varios valiosos retablos e imágenes, entre ellas, la patrona de la localidad Santa Ana.

## Geografía humana

### Demografía
Cuenta con una población de 338 habitantes (INE 2024).
| Gráfica de evolución demográfica de Herce entre 1842 y 2021 |
| |
| Población de derecho según los censos de población del INE Población de hecho según los censos de población del INEEntre el censo de 1857 y el anterior, disminuye el término del municipio porque independiza a 26029 (Bergasillas Bajera) |

## Monumentos

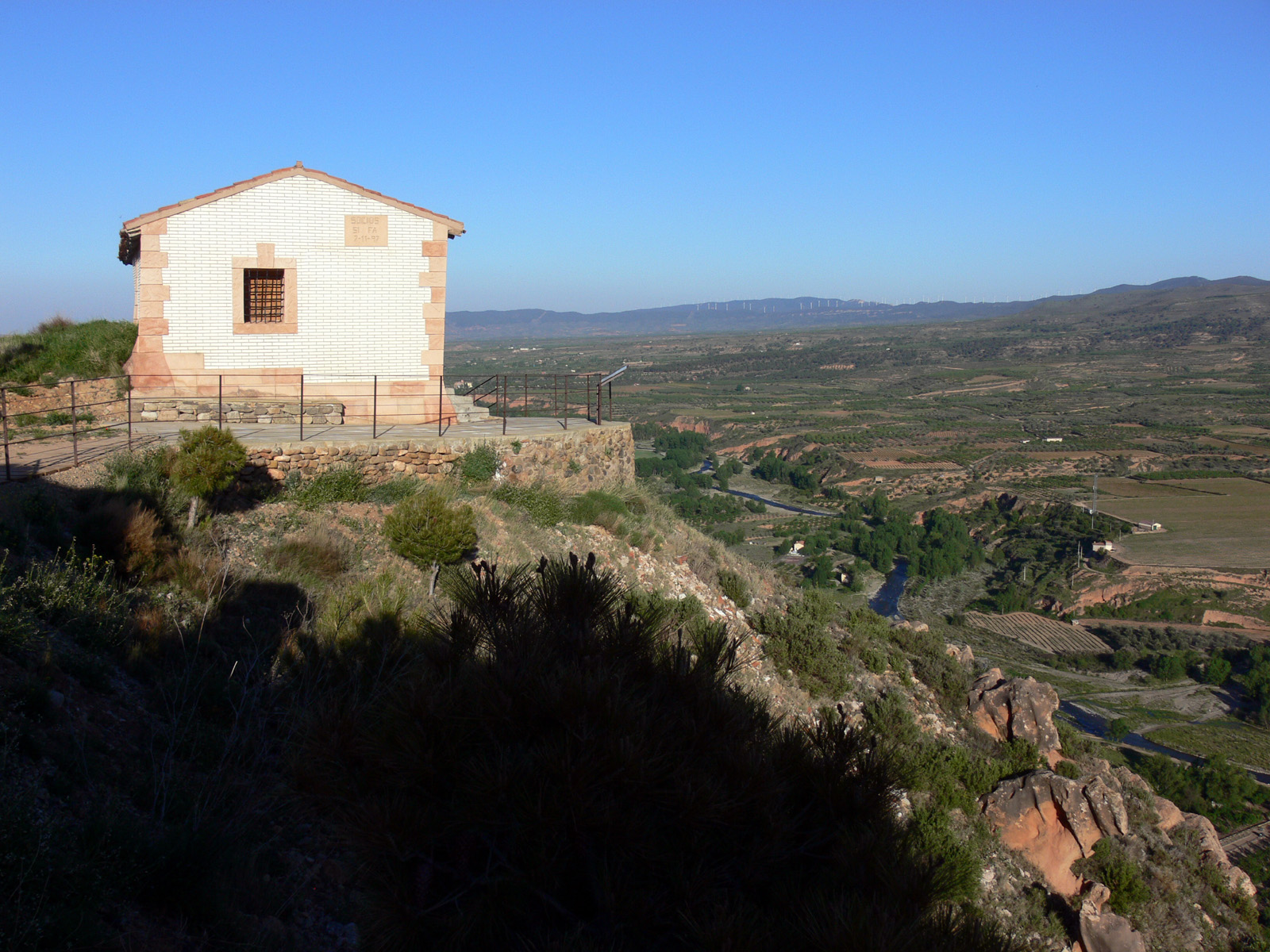
Ermita del Salvador.

Se pueden observar algunas edificaciones de tipo palaciego con sus correspondientes escudos por la calle San Juan aunque es de destacar el arco con escudo y leyenda que da acceso a la calle que conduce a la iglesia parroquial de San Esteban.
Son de destacar los siguientes monumentos:
- Iglesia parroquial de San Esteban, del siglo XV , tiene un portal de ladrillo con arco de medio punto y planta de sillería con una nave de dos tramos, crucero, cabecera y diversas capillas. La torre fue inaugurada en 1965 después de que se derrumbara 2 años antes. El retablo del altar mayor, que data del siglo XVI, es de estilo manierista y sufrió una severa restauración en 1803.

- Ermita del Salvador, en la cima del monte del mismo su nombre. Del siglo XVII.

- Monasterio de Santa María de Herce, fundado en 1246 del que sólo quedan algunos restos de la puerta con hornacina.

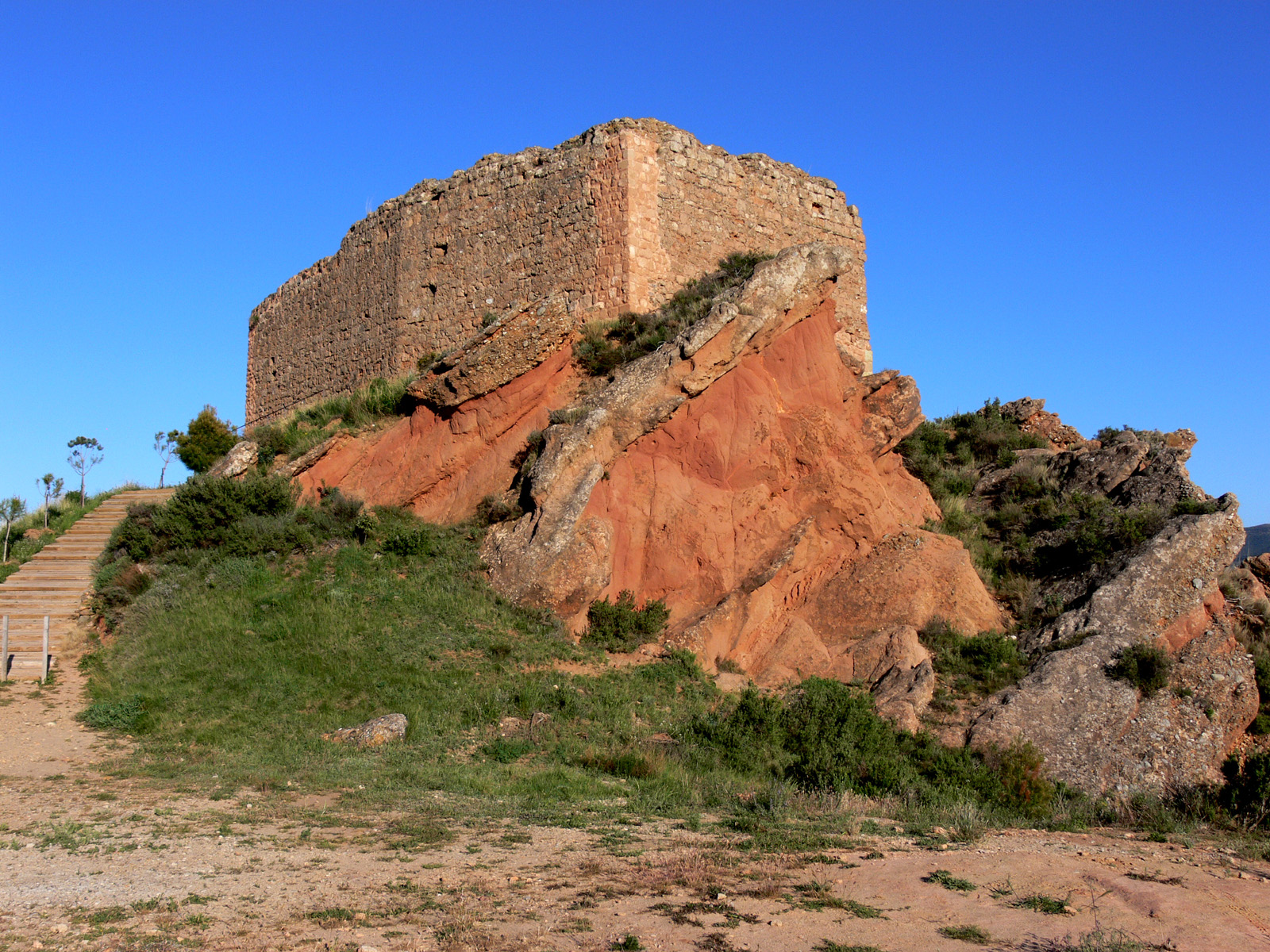
Castillo.

- Castillo, del antiguo castillo (hay noticias que llegaron a ser 2) de 1200 solo quedan algunos restos de muro y la mitad de una torre arranques de bóveda de cañón apuntado.

- Ruinas romanas de Illurcis,  asentamiento romano fechado en el 180 a. C. situado cerca del río Cidacos.

- Farmacias de los moros, según se ha contado tradicionalmente, son antiguos palomares excavados en los cortados.[15] Sin embargo, algunos historiadores defienden que pudieron ser antiguos enterramientos monásticos de época mozárabe, que seguían la costumbre de exponer las calaveras de los monjes fallecidos.

## Fiestas
Se celebran las siguientes fiestas:
- Semana Santa: La Semana Santa de Herce tiene diversos actos y tradiciones durante toda la semana, pero especialmente las procesiones del Domingo de Ramos, el Jueves Santo, la del Encuentro del Viernes Santo, y el desfile del Domingo de Resurrección. Tras las procesiones del jueves y del viernes es tradicional degustar chapapas, sobada y moscatel. Uno de los actos más singulares de la Semana Santa es la apertura del Santo Sepulcro para recoger las flores el Sábado Santo, que se han sido depositadas el Viernes Santo. Ese mismo día se realiza la Vigilia Pascual, tras la cual se reparte chocolate y bizcocho.[16][17] Durante la semana es muy importante el papel que realiza la Cofradía de la Vera Cruz de Herce y su Banda de Tambores y Trompetas, la cual organiza y realiza varios actos, exaltaciones de tambores y procesiones.[18]
- Romería a la ermita de El Salvador: El domingo anterior a la Ascensión (40 días después del domingo de resurrección).
- Santiago y Santa Ana: Son las fiestas patronales del municipio, y se celebran del 25 al 29 de julio. Hay misa y procesión en honor a Santa Ana, patrona del municipio. Se realizan verbenas, juegos y torneos organizados por el Ayuntamiento y la Asociación Almovívena.[19]
- Virgen de Nieva, del 8 al 15 de septiembre.[20]
- Santa Lucía, el 13 de diciembre. Se suele elaborar un dulce a base de agua y harina y rociado con arrope conocido como hormigo.